# アイルランド卿

アイルランド卿の紋章

アイルランド卿（アイルランドきょう、英: Lord of Ireland）は、1171年から1541年まで用いられたアイルランドの君主の称号（君主号）。 この場合のLordは君主、支配者の意味であり、アイルランド卿の訳は必ずしも適切とは言えないが、本項ではこれを用いることにする。なお、他にアイルランド領主、アイルランド太守、アイルランド君主などの訳もあるが、定まった日本語訳はない。
Lord of Irelandはラテン語のDominus Hiberniaeを英語訳したものである（Dominusは「主人」の意味）。この称号は、イングランド国王ヘンリー2世が1154年に教皇ハドリアヌス4世から与えられたのが一応の始まりである。教皇の意図は、アイルランドをヘンリー2世の支配下に置くことによって、カトリック教会から独立していて様々な異端の主義が広まっていたアイルランドの教会をカトリックに組み入れるというものであった。教皇の思惑はどうあれ、ヘンリー2世は1171年になってアイルランドへ侵攻し、イングランド国王としては初めてアイルランドに上陸した。そしてアイルランド島の東岸地域を支配下に置き、アイルランド人の諸王に恭順を誓わせた。ヘンリーはアイルランド卿の称号とともにアイルランドを末子ジョンに与えた。ジョンは兄リチャード1世の死後、1199年にイングランド王位を継承するが、アイルランド卿の称号は以後、歴代のイングランド王のものとなった。
アイルランド卿の支配権は名目上アイルランド全土に及ぶが、この称号が用いられた時代を通じてそれが実現したことはなかった。イングランド国王の支配が及んだのは、ダブリンを中心としたアイルランド東部のペイルと呼ばれる限られた地域のみであった。また、アイルランド卿の称号は教皇からイングランド国王に与えられたものであり、名目上は教皇の上位の支配権に服するものだった。そのためもあって、自らを国教会の長としてカトリックから離脱したヘンリー8世は、アイルランド議会の決議に基づく形で、1541年から新たにアイルランド国王（King of Ireland）の称号を用いるようになった。そして、この新たな称号が以後のイングランド王に継承されることとなった。